# Peter Pan's Neverland Nightmare
Peter Pan's Neverland Nightmare är en amerikansk skräckfilm från 2025. Filmen är en nyinspelning inspirerad av Disneyfilmen Peter Pan från 1953, men denna gång i skräcktappning. Filmen är regisserad Scott Chambers efter ett manus skrivet av Chambers, J.M. Barrie och Rhys Frake-Waterfield.
Filmen hade biopremiär i Sverige den 17 januari 2025, utgiven av Njutafilms.

## Handling
Filmen handar om Wendy Darling som måste ge sig ut på en äventyrlig färd efter att hennes lillebror Michael har kidnappats av den grymme Peter Pan. Hon måste ta sig det skrämmande riket Neverland som Peter Pan styr med järnhand.

## Rollista (i urval)
- Martin Portlock – Peter Pan
- Megan Placito – Wendy Darling
- Kit Green – Tinker Bell
- Peter DeSouza-Feighoney – Michael Darling
- Charity Kase – kapten Krok
- Teresa Banham – Mary Darling
- Nicholas Woodeson – Steven
- Kierston Wareing – Roxy